# Montjai
Montjai (en francès Montjay) és un municipi francès situat al departament dels Alts Alps i a la regió de Provença – Alps – Costa Blava.

## Demografia
| 1846                                       | 1962 | 1968 | 1975 | 1982 | 1990 | 1999 | 2006 | 2018 |
| ------------------------------------------ | ---- | ---- | ---- | ---- | ---- | ---- | ---- | ---- |
| 502                                        | 129  | 102  | 76   | 83   | 86   | 79   | 95   | 104  |
| Des de 1962: població sense dobles comptes |      |      |      |      |      |      |      |      |

## Administració
| Període     | Identitat          | Partit |
| ----------- | ------------------ | ------ |
| 2007 ?-2014 | René Tron          |        |
| 2014-       | Gilles Mostachetti |        |